# Pechinese
Il Pechinese (北京狗S, BěijīnggǒuP o 北京犬S, BěijīngquǎnP) è una razza di cane proveniente dall'Asia. Il suo nome italiano deriva dalla capitale della Cina, Pechino.

## Etimologia
In cinese è chiamato 北京狗 Běijīnggǒu o 北京犬 Běijīngquǎn, "cane di Pechino", 福狗 fúgǒu, "cane della benedizione", ma anche 狮子狗 shīzigǒu o 狮子犬 shīziquǎn, "cane piccolo-leone", nome condiviso con lo Shih Tzu per cui quest'ultimo è anche chiamato 西施犬 xīshīquǎn, ossia "cane leone occidentale" (del Tibet), mentre il Pechinese 宮廷獅子狗 gōngtíng shīzigǒu, "cane piccolo-leone di palazzo".

## Origini
Il pechinese ha origini antichissime, con testimonianze che ne attestano la presenza circa quattromila anni fa.
La razza è nata in Cina nell'antichità, nella città di Pechino. Analisi del DNA recenti confermano che la razza pechinese è una delle più antiche razze di cani, una delle meno geneticamente discostate dal lupo. Per secoli, potevano essere posseduti solo da membri del palazzo imperiale cinese di Pechino, in seguito fu importato in Europa dai soldati inglesi e francesi nel 1860.

## Storia
I Pechinesi erano considerati cani sacri della Città Proibita di Pechino, protettori del Buddha e capaci di allontanare gli spiriti maligni. Sono attenti guardiani, coraggiosi e non esitano ad attaccare anche cani molto più grossi.

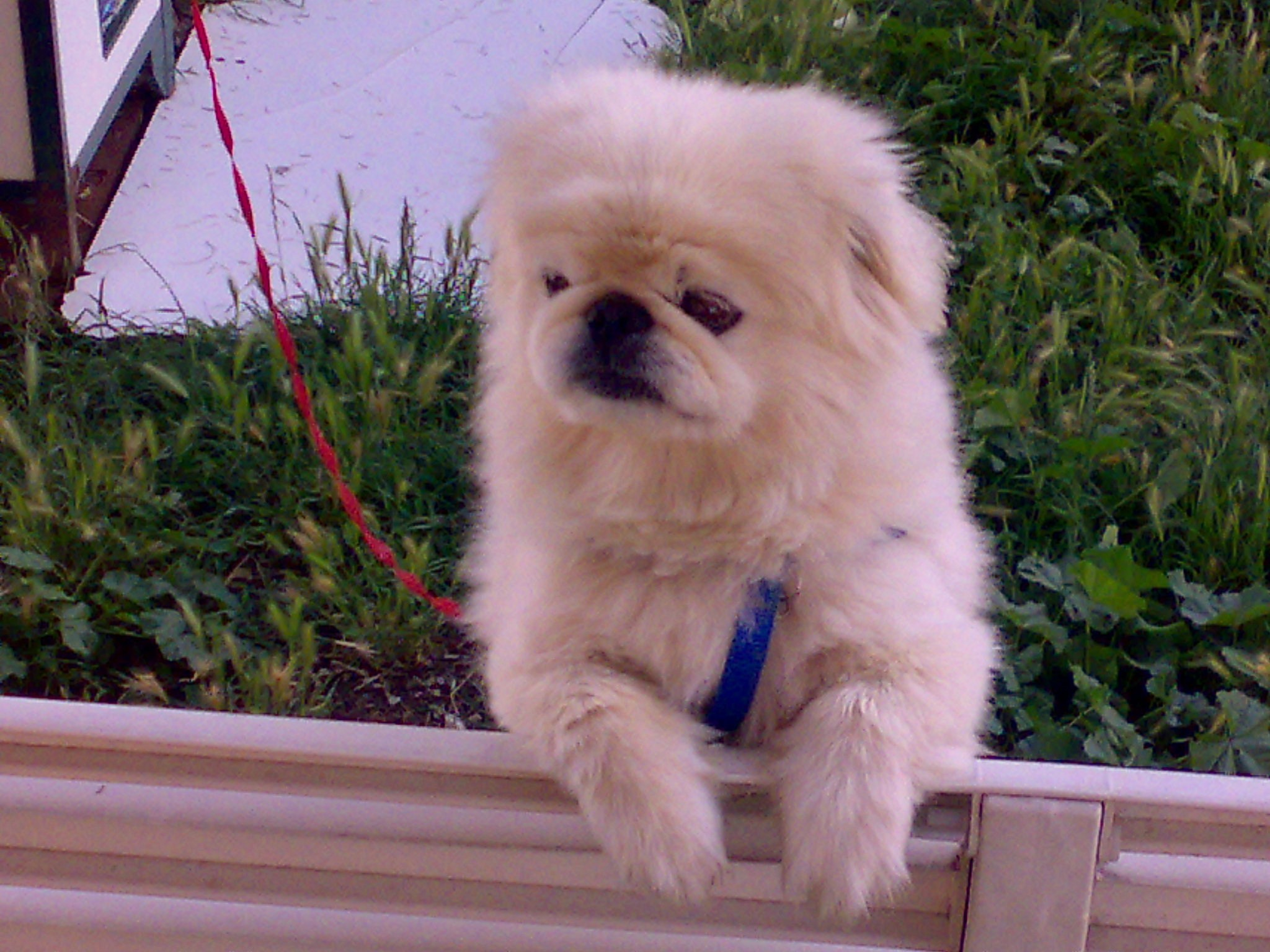
Un esemplare di Pechinese

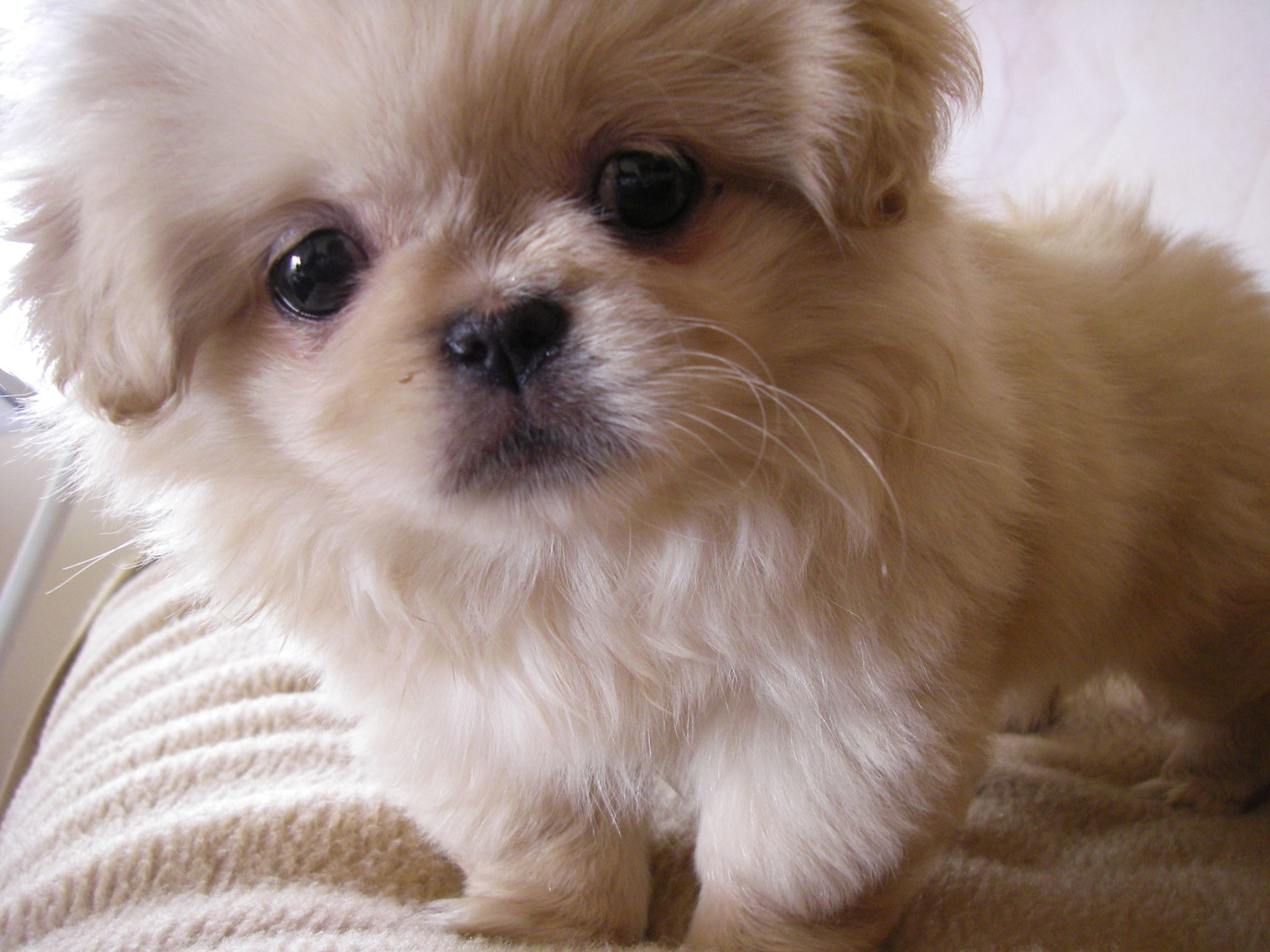
Cucciolo di Pechinese

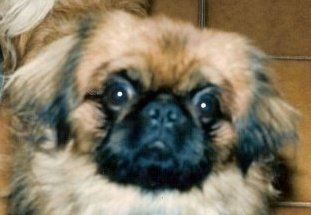
primo piano del muso di un pechinese

Il Pechinese era uno dei simboli sacri della Cina imperiale, e tutti si inchinavano al loro passaggio. Il furto di uno di questi esemplari era punibile con la morte. Fu introdotto in Europa, precisamente in Inghilterra, nel 1893. L'allevamento europeo ebbe così i primi capostipiti; in seguito prese tale sviluppo e venne talmente curato, che produsse dei soggetti di ineguagliabile bellezza.

## Caratteristiche
Ciò che rende unico il Pechinese all'interno del mondo cinofilo, è il suo carattere singolare e curioso che fa sì che venga apprezzato da molti appassionati o da chiunque desideri un cane per nulla impegnativo.
Aspetto particolarissimo simile ad un piccolo leone con la folta criniera formata da pelo lungo con frange, pelo che secondo lo standard può essere di qualsiasi colore tranne bianco e fegato; la costruzione è quella di un cane basso sugli arti (altezza al garrese tra i 15 e i 25 cm) e robusto rispetto l'altezza (pesante dai 2 ai 5,5 kg), “muso da scimmia” (tartufo estremamente corto e largo, stop alquanto pronunciato). Il pechinese vanta moltissimi estimatori in ragione dell'aspetto unico nel panorama cinofilo e del carattere altrettanto singolare che contraddistingue la razza; si tratta in effetti di un cane oltremodo orgoglioso e dignitoso, dal comportamento altero, spesso totalmente distaccato da quanto lo circonda.

### Carattere
È un cane molto fiero e sicuro di sé, e sa sopportare cani di razze diverse. Ama essere servito come un nobile dalle persone che lo circondano.
È inoltre considerato un cane poco avvezzo all'esercizio fisico, rimanendo dunque adatto alla vita in appartamento. Dimensioni, dati somatici e caratteri generali, subirono modifiche rilevanti, che si distanziarono sempre più dal tipo iniziale. I pechinesi sono attenti guardiani, coraggiosi e non esitano ad attaccare anche cani molto più grossi.
È un cane emotivo, coccolone con il padrone e ostile con chi non conosce; è fedele, docile ai comandi e coraggiosissimo ma mai violento. È dotato di molta intelligenza ed è facilissimo da addestrare. 
È adatto alla vita famigliare, molto di compagnia, non ha bisogno di praticare esercizio quotidiano e per questo è l'ideale per le persone di una certa età. È una razza di piccole dimensioni: la sua altezza al garrese è di circa 20-25 centimetri con un peso che si aggira sui 2-8 chilogrammi. Ha una corporatura massiccia, ben equilibrata in tutte le sue parti, aspetto nobile e compatto. La struttura muscolare è ben sviluppata. Il movimento è molto lento, distinto, elegante. I suoi occhi sono grandi, scuri, lievemente in rilievo, tondi, luminosi e molto espressivi. Le orecchie sono a forma di cuore e hanno lunghe frangiature. La coda si ricurva sulla schiena, posizionata alta, portata con fierezza e frangiata. Il mantello del Pechinese è formato da pelo lungo e diritto, e da un sottopelo molto fitto. Il pelo forma delle abbondanti frangette sulle orecchie, gli arti e la coda, sulla testa forma un'abbondante criniera che si estende dietro le spalle. La toelettatura va effettuata tutti i giorni oltre alla pulizia dei denti. I pechinesi tendono ad avere problemi respiratori.
Il pechinese è infatti piuttosto riservato, diffidente e altezzoso, tanto da aver conquistato l'aggettivo di 'snob'. Per la sua indifferenza nei confronti del mondo che lo circonda, risulta un cane difficile da educare in quanto non è particolarmente incline a obbedire agli ordini e, spesso, dopo aver risposto correttamente a un ordine, non si accontenta di un semplice biscottino per ricompensa.
Non ama la vita all'aria aperta e, a una corsa in un bel giardino, preferisce la tranquillità e le comodità di un appartamento.

## Aspetto fisico
Di taglia piccola, è solitamente un cane robusto, tarchiato, con collo e zampe corte e un pelo lungo che può assumere varie colorazioni. Le orecchie sono sporgenti e cadenti; la testa è grossa, con cranio piatto e largo; mentre il muso, anch'esso piuttosto largo, è schiacciato e rugoso con una mandibola solida. Il tartufo, che segue l'andamento del muso, è colto e largo e, secondo gli standard della razza, deve essere di colore nero.
Il cane viene spesso paragonato a un "piccolo leone" per la sua criniera, ha una corporatura piuttosto robusta rispetto all'altezza ma rimane lo stesso ben equilibrata in tutte le sue parti. Ha un "muso da scimmia" (tartufo estremamente corto e largo) con una struttura muscolare ben sviluppata.
A causa del suo folto pelo necessità di frequenti toelettature, pulizie ai denti e un controllo agli occhi quotidiano.
In alcuni soggetti vista la particolare conformazione del muso è possibile sorgano problemi respiratori; è inoltre considerato un cane che non ha un cuore forte (si ha un importante rischio di decesso durante gli interventi).
Il folto pelo del pechinese necessita toelettature frequenti. Ben allevato in Gran Bretagna (l'Inghilterra si può considerare la sua seconda patria) in Italia ci sono molti buoni soggetti e allevatori preparati..Alcuni soggetti possono presentare difficoltà respiratorie.